# Isaac Casaubon

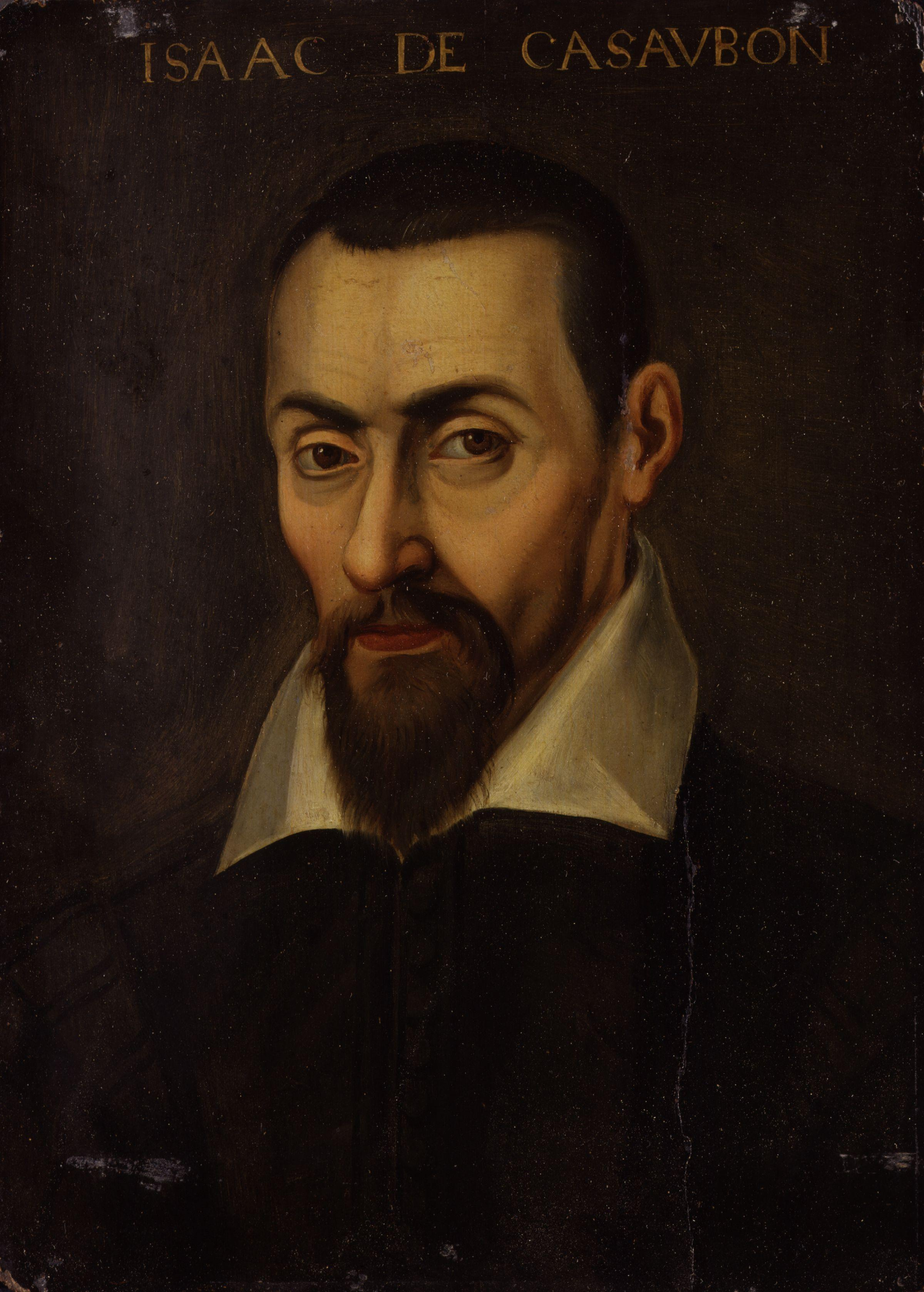
Portret Isaaca Casaubona

Isaac Casaubon (ur. 18 lutego 1559 w Genewie, zm. 1 lipca 1614 w Londynie) – filolog klasyczny i badacz dzieł antycznych. Pracował głównie na terenie Francji i Anglii.

## Praca naukowa
Urodził się w Genewie jako syn uchodźców hugenockich, w wieku trzech lat powrócił z rodzicami do Francji. W wieku 19 lat rozpoczął studia na Uniwersytecie Genewskim, po ich ukończeniu wykładając tam do 1596 roku grekę. W latach 1596–1599 był wykładowcą Uniwersytetu w Montpellier, gdzie zajmował się życiem i dziełami Diogenesa Laertiosa i Teokryta oraz badaniem Nowego Testamentu. W latach 1600–1610 mieszkał i pracował w Paryżu. W tym czasie Casaubon uzyskał opinię jednego z najwybitniejszych uczonych swojej epoki. To właśnie w Paryżu uzyskał dostęp do ogromnych zasobów ksiąg z dziełami autorów antycznych. Ze względu na waśnie religijne Izaak Casaubon, jako hugenota, rozważał propozycje wyjazdu na inne uniwersytety, jednak z uwagi na bogate księgozbiory pozostał w Paryżu 10 lat. Pomimo namów przyjaciół, w tym króla Henryka IV i krytyki miejscowych hugenotów nie przeszedł jednak na katolicyzm.
Po zabójstwie Henryka IV, w październiku 1610 wyjechał do Anglii, gdzie stał się doradcą Jakuba I w sprawach teologii. Pracował i wykładał na Cambridge i w Oxfordzie.